# Gilbert Dupuis (peintre)
Pour les articles homonymes, voir Gilbert Dupuis et Dupuis (homonymie).
Gilbert Dupuis (Pierre Arthur Gilbert Dupuis), né le 9 mars 1887 à Paris 17e et mort le 31 octobre 1954 à Neuilly-sur-Seine, est un peintre français.

## Biographie
Gilbert Dupuis fait ses études supérieures au Polytechnicum de Zurich. Adjudant au 29e bataillon de chasseurs à pied, il est blessé au combat à la première bataille de la Marne le 7 septembre 1914. Croix de guerre.
Gilbert épouse Adrienne Siou, fille d'industriels français établis en Russie. Gilbert, peintre lui-même, dirige pendant près de vingt ans l'Académie Julian qui appartient à sa tante Amélie Beaury-Saurel veuve de Rodolphe Julian.
La famille Dupuis habite 36 avenue de Neuilly à Neuilly, où Gilbert a établi son atelier de peinture. Gilbert est également comédien, auteur de théâtre et musicien. Il meurt d'un cancer généralisé le 31 octobre 1954 à Paris.